# التهاب الجلد الوجهي الحبيبي
التهاب الجلد الوجهي الحبيبي (بالإنجليزية: Granulomatous facial dermatitis)‏ هو حالة جلدية تظهر عند المرضى المصابين بحمامى وجهية مستمرة تظهر معها سطح محدب واحد أو أكثر مع آفات تظهر تفاعلا حبيبيا نسيجيا.